# Bixente Lizarazu
Bixente Lizarazu (født 9. december 1969 i Saint-Jean-de-Luz) er en tidligere fransk fodboldspiller. Han spillede til sidst som venstreback for Bayern München og det franske fodboldlandshold. Han annoncerede, at han sluttede som fodboldspiller 30. april 2006, fire dage efter Zinedine Zidane. Han gik ud i efteråret 2007 og annoncerede, at han satsede på at deltage i vinter-OL 2010 i sportsgrenen skeleton.
Baskeren Lizarazu har spillet 95 landskampe for Frankrigs fodboldlandshold, hvor han var med i VM i 1998 og EM i 2000. Med Bayern München har han vundet Champions League og Bundesliga fire gange.
Lizarazu har tidligere spillet for Girondins de Bordeaux og Athletic Bilbao, hvor han var den første ikke-spanske spiller siden 2. verdenskrig.